# St. Josef (Stadtkyll)

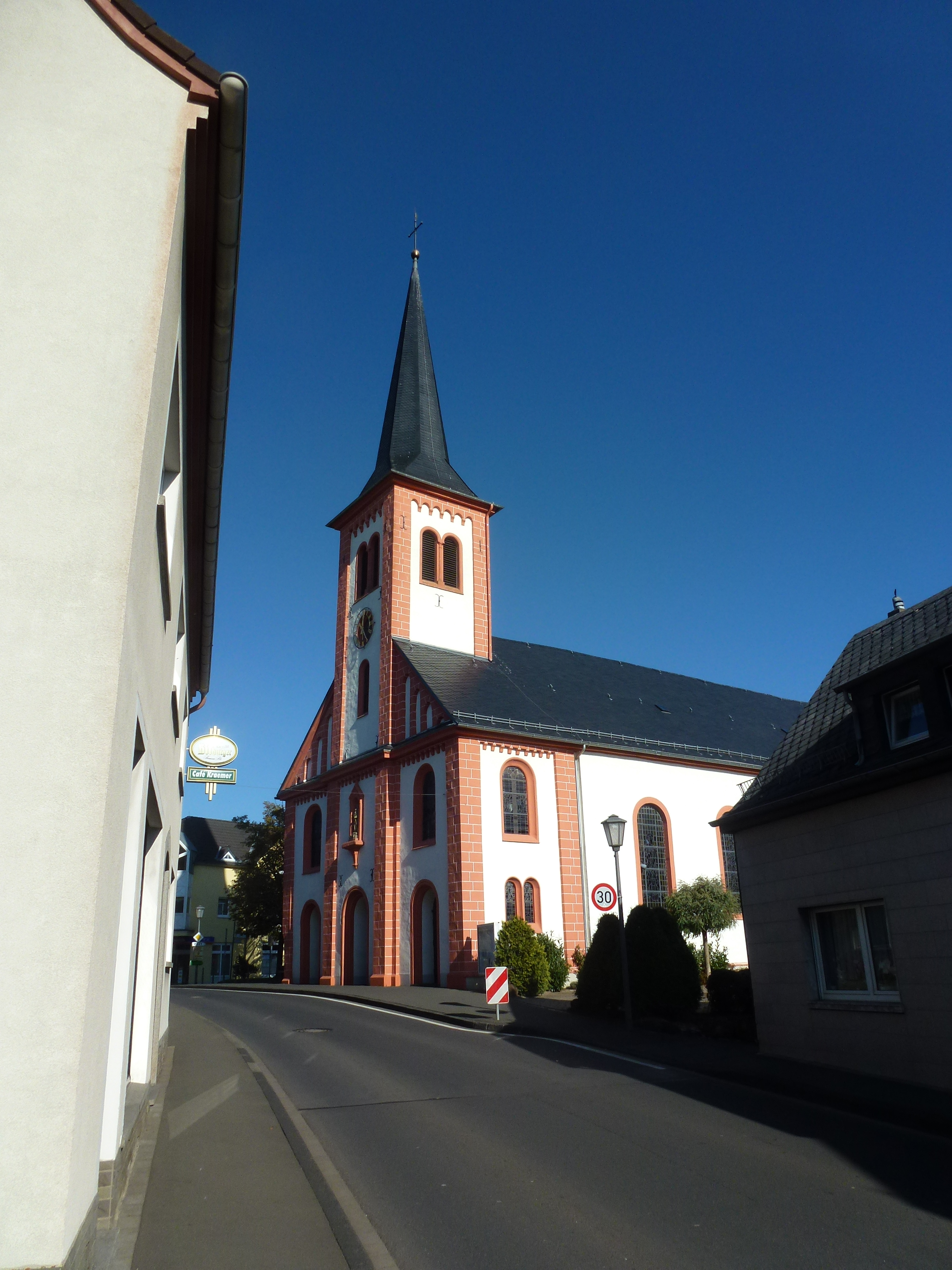
St. Josef in Stadtkyll

Die Kirche St. Josef ist die römisch-katholische Pfarrkirche der Ortsgemeinde Stadtkyll im Landkreis Vulkaneifel (Rheinland-Pfalz).

## Geschichte
Die Pfarrei Stadtkyll wurde das erste Mal im Jahr 1100 urkundlich erwähnt. Eine Kirche wurde erst 1308 erwähnt. Diese Kirche wurde um das Jahr 1505 durch ein neues Gotteshaus ersetzt, welches 1508 zur Pfarrkirche erhoben wurde. Bis dahin befand sich die Pfarrkirche in Niederkyll. Diese Kirche wurde 1632 durch einen Stadtbrand zerstört und 1634 wieder aufgebaut. Im Jahr 1814 wurde das Gotteshaus wieder ein Opfer der Flammen und vollständig zerstört. In den Jahren 1823 und 1824 wurde eine neue Kirche nach Plänen des preußischen Architekten Karl Friedrich Schinkel im Baustil des Klassizismus neu errichtet. Jedoch wurde auch diese Kirche durch einen Brand im Jahr 1854 stark beschädigt und nach originalen Bauplänen erneut wieder aufgebaut.

## Ausstattung

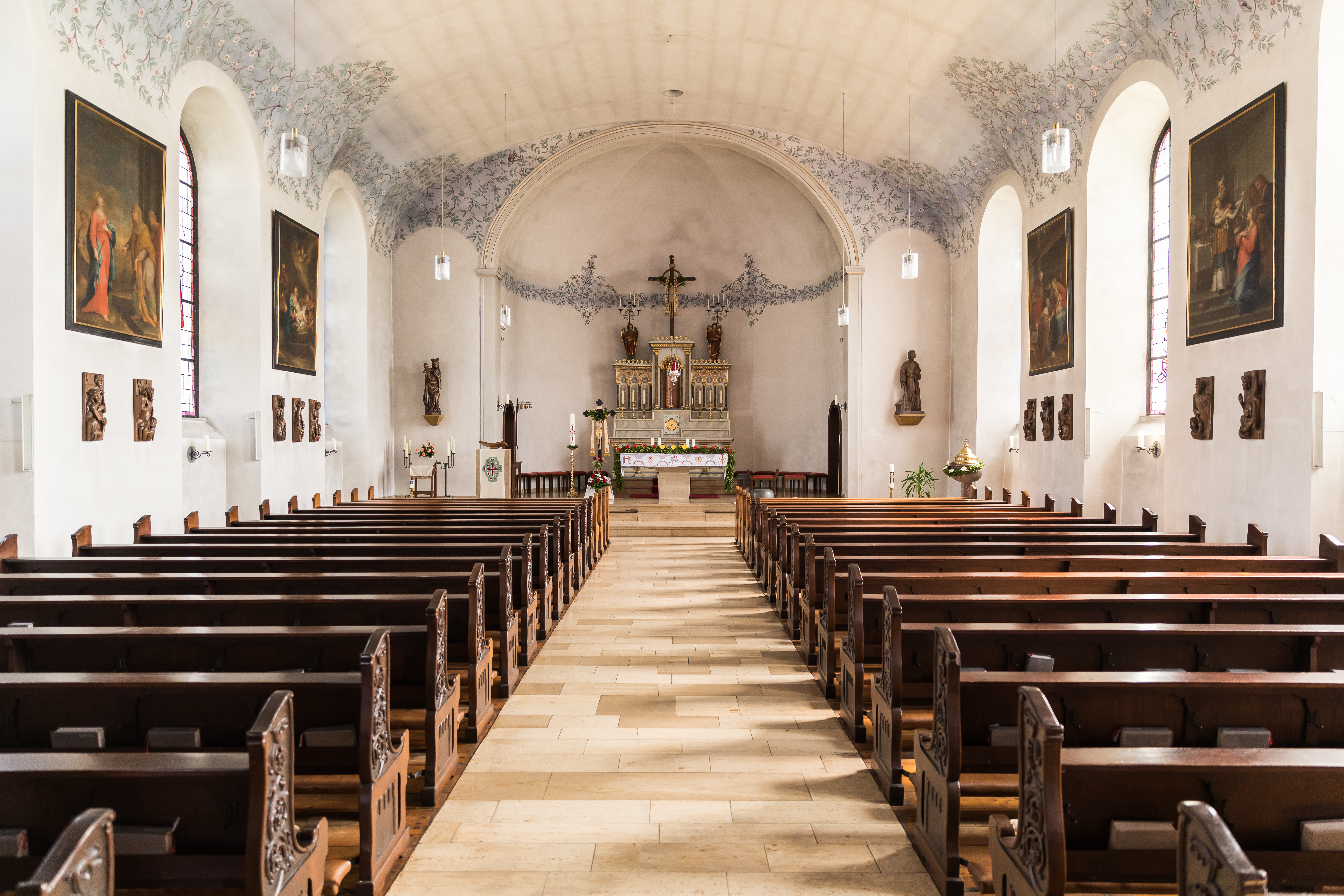
Innenaufnahme St. Josef

Im Innenraum des Gotteshauses befindet sich ein Hochaltar aus der zweiten Hälfte des 18. Jahrhunderts. Er stammt ursprünglich aus der Walholzkirche zwischen Hunolstein und Weiperath und gelangte zwischen 1966 und 1967 nach Stadtkyll. Das Altarkreuz wurde 1996 von Johannes Paul II. in einer Privataudienz gesegnet. Des Weiteren befinden sich einige Heiligenfiguren im Gottesdienstraum. Auch die Kirchenfenster zeigen Heilige. Zwischen den Fenstern wurden insgesamt sechs Gemälde mit Darstellungen des Freudenreichen Rosenkranzes und der Anbetung der Heiligen Drei Könige aufgehängt. Sie werden Heinrich Foelix zugeordnet, zwei könnten auch von Januarius Zick gemalt sein. Sie stammen aus der Kirche der Festung Ehrenbreitstein und kamen in den 1990er Jahren nach Stadtkyll.

## Pfarre
Zur Pfarrgemeinde St. Josef Stadtkyll gehören noch folgende Filialgemeinden: St. Luzia (Kerschenbach), St. Hubertus (Niederkyll) und St. Matthias Schönfeld.